# Vin de Pays

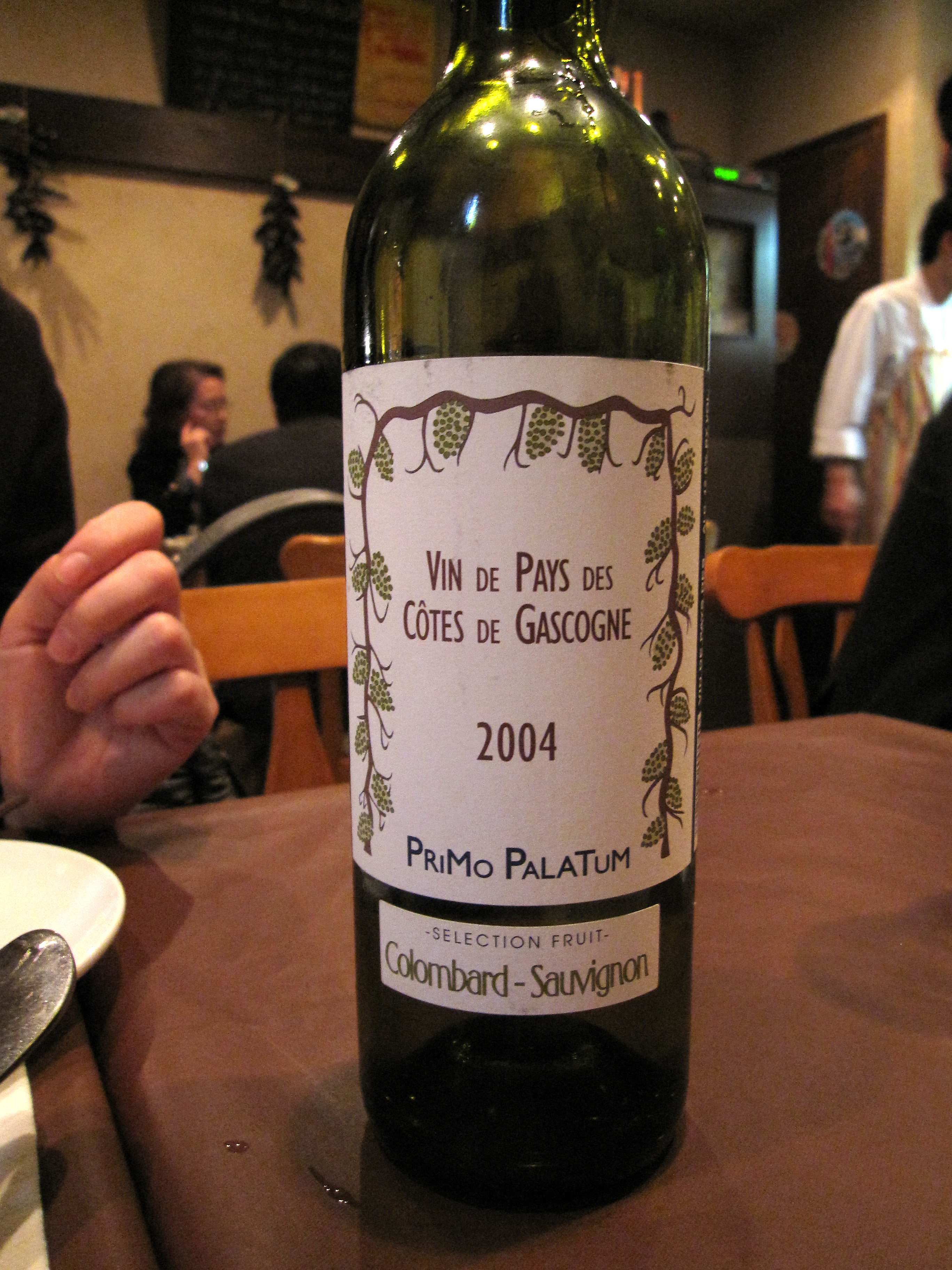
VdP Wein aus Frankreich

Vin de Pays (franz. für „Wein vom Land“) ist ein französischer Landwein oder Tafelwein, an den sich eine bestimmte (geschützte) Herkunftsbezeichnung anschließt. Seit 2009 heißt er IGP-Wein (Indication Géographique Protégée = geschützte geografische Angabe). Sein Geschmack variiert je nach Anbaugebiet. Seit 1973 wurden über 100 Zonen für Vin de Pays festgelegt, die meisten liegen in den südfranzösischen Départements. Vin de Pays dürfen nur aus zugelassenen Rebsorten gekeltert und nicht mit Weinen aus anderen Gebieten verschnitten werden. Auch das Chaptalisieren ist unzulässig.

## Vorgaben
Vorgaben für den Vin de Pays:
- Erträge: kleiner als 90 hl/ Hektar für Weißwein, kleiner als 85 hl/ Hektar für Rotwein und Roséwein.
- Mindestgehalt (Vol.-%) an natürlichem Alkohol, abhängig von der Anbauregion: 10 % Vol. im Midi, 9,5 % Vol. im Sud-Ouest und in der Region Centre-Val de Loire Est, 9 % Vol. für das Anbaugebiet Loire sowie für den Osten (Elsass, Jura, Savoyen).
- Gehalt an Schwefeldioxid (SO2) max. 125 mg/l für Rotwein; max. 150 mg/l für Weiß- und Roséwein. (Wenn der Restzuckergehalt größer oder gleich 5 g/l liegt, erhöhen sich die Werte auf 150 mg/l für Rotwein und 175 mg/l für Weißwein und Rosé).
- Anteil der Flüchtigen Säure geringer als 0,55 g/l (11,22 meq/l).

Einige Vins de Pays müssen strengeren Auflagen genügen.

## Geografische Einteilung
Es gibt drei Arten von Vin de Pays, die sich geographisch wie folgt einteilen:
- Die Vins de pays à dénomination départementale tragen immer den Namen des Départements, aus dem die Weine kommen.
- Die Vins de pays à dénomination de zone oder Vins de Pays local sind gebietsmäßig stark beschränkt und umfassen manchmal nur ein paar Gemeinden. Beispiele: Vins de Pays des Coteaux de Peyriac, Vins de Pays de l’Île de Beauté, Vins de Pays des Coteaux Miramont…
- Die Vins de pays à dénomination régionale kommen aus sechs sehr groß zusammengefassten Gebieten und haben daher oft einen sehr hohen Bekanntheitsgrad. Diese sechs Vin de Pays sind:

1. Vin de Pays d’Oc (umfasst das an das Mittelmeer grenzende Südfrankreich und das Gebiet westlich der Rhône im südlichsten Abschnitt),
2. Vin de Pays du Comté Rhodanien (umfasst das Gebiet um die nördliche Rhône und Savoyen),
3. Vin de Pays du Comté Tolosan (umfasst den Südwesten Frankreichs),
4. Vin de Pays du Jardin de la France (umfasst das Gebiet um die Loire),
5. Vin de Pays Portes de Méditerranée (umfasst das Gebiet östlich der Rhône im südlichsten Abschnitt und die Provence).
6. Vin de Pays de l’Atlantique (umfasst Regionen Aquitaine und Poitou-Charentes).

Wegen der geographischen Überlappung der unterschiedlichen Anbaugebiete hat der Winzer häufig die Wahl zwischen mehreren Benennungen für seinen Vin de Pays. Er wählt in der Regel die Bezeichnung mit dem höchsten Bekanntheitsgrad oder bei minderer Qualität die Bezeichnung mit den lockersten Vorschriften.

## Liste der Vin de Pays

### Elsass (Weinbaugebiet)
- Vin de pays du Bas-Rhin, aus dem Département Bas-Rhin
- Vin de pays du Haut-Rhin, aus dem Département Haut-Rhin

### Aquitaine
- Vin de pays de l'Agenais, Landes
- Vin de pays de la Dordogne
- Vin de pays de la Gironde, Bordeaux
- Vin de pays des Landes
- Vin de pays des Pyrénées-Atlantiques, Baskenland
- Vin de pays des Terroirs-Landais, Landes
- Vin de pays de Thézac-Perricard, Landes

### Auvergne
- Vin de pays du Bourbonnais
- Vin de pays du Puy-de-Dôme

### Beaujolais (Weinbaugebiet)
- Vin de pays des Gaules

### Burgund (Weinbaugebiet)
- Vin de pays de la Côte-d’Or
- Vin de pays des Coteaux-Charitois
- Vin de pays de la Nièvre
- Vin de pays de l’Yonne

### Cœur-de-la-France (Centre-Val de Loire)
- Vin de pays du Cher
- Vin de pays des Coteaux-du-Cher et de l’Arnon
- Vin de pays de l’Indre-et-Loire
- Vin de pays du Loir-et-Cher
- Vin de pays du Loiret

### Champagne (Weinbaugebiet)
- Vin de pays des Coteaux-de-Coiffy

### Korsika (Corse)
- Vin de pays de l’Île-de-Beauté

### Franche-Comté (Jura (Weinbaugebiet))
- Vin de pays de la Franche-Comté

### Lothringen (Lorraine)
- Vin de pays de la Meuse

### Languedoc-Roussillon
In diesem Gebiet zwischen der südlichen Rhône und den Pyrenäen werden 80 % aller Vin de Pays Frankreichs gekeltert.
- Vin de pays de l’Aude, aus dem Département Aude
- Vin de pays de la Bénovie, aus dem Département Hérault
- Vin de pays de Bérange, aus dem Département Hérault
- Vin de pays de Bessan, aus dem Département Hérault
- Vin de pays de Cassan, aus dem Département Hérault
- Vin de pays Catalan, Roussillon
- Vin de pays de Caux, aus dem Département Hérault
- Vin de pays des Cévennes, aus den Cevennen im Département Gard
- Vin de pays de la Cité-de-Carcassonne, aus dem Département Aude, bei Carcassonne
- Vin de pays des Collines de la Moure, aus dem Département Hérault
- Vin de pays des Coteaux-de-Bessilles, aus dem Département Hérault
- Vin de pays des Coteaux-de-Cabrerisse, aus dem Département Aude
- Vin de pays des Coteaux-d’Ensérune, aus dem Département Hérault
- Vin de pays des Coteaux-des-Fenouilledes
- Vin de pays des Coteaux-Flaviens, aus dem Département Gard
- Vin de pays des Coteaux-de-Fontcaude, aus dem Département Hérault
- Vin de pays des Coteaux-de-Laurens, aus dem Département Hérault
- Vin de pays des Coteaux-du-Libron, aus dem Département Hérault
- Vin de pays des Coteaux-du-littoral-Audois, aus dem Département Aude
- Vin de pays des Coteaux-de-Narbonne, aus dem Département Aude
- Vin de pays des Coteaux-de-Miramont, aus dem Département Aude
- Vin de pays des Coteaux-de-Murviel, aus dem Département Hérault
- Vin de pays des Coteaux-de-Peyriac, aus dem Département Aude
- Vin de pays des Coteaux-du-Pont-du-Gard, aus dem Département Gard
- Vin de pays des Coteaux-du-Termène
- Vin de pays de la Côte-Vermeille, Roussillon
- Vin de pays des Côtes-Catalanes, Roussillon
- Vin de pays des Côtes-de-Lastours
- Vin de pays des Côtes-de-Lézignan, aus dem Département Aude
- Vin de pays des Côtes-de-Perpignan, Roussillon
- Vin de pays des Côtes-de-Prouilles
- Vin de pays des Côtes-de-Thau, Département Hérault
- Vin de pays des Côtes-de-Thongue
- Vin de pays des Côtes-du-Vidourle, Gard
- Vin de pays de Cucugnan, Département Aude
- Vin de pays du Duché-d’Uzès, Gard
- Vin de pays du Gard
- Vin de pays des Gorges-de-l’Hérault, Département Hérault
- Vin de pays de la Haute-Vallée-de-l’Aude, Département Aude
- Vin de pays de la Haute-Vallée-de-l’Orb, Département Hérault
- Vin de pays de Hauterive-en-pays-d’Aude, Département Aude
- Vin de pays des Hauts-de-Badens
- Vin de pays de l’Hérault, Département Hérault
- Vin de pays d’Oc, Languedoc
- Vin de pays des Pyrénées-Orientales, Roussillon
- Vin de pays des Sables-du-Golfe-du-Lion, Camargue, aus dem Département Gard
- Vin de pays de Torgan
- Vin de pays du Val-d’Orbieu
- Vin de pays du Val-de-Dagne
- Vin de pays du Val-de-Lesse
- Vin de pays du Val-de-Montferrand
- Vin de pays de la Vallée-du-Paradis
- Vin de pays du Vals-d’Agly
- Vin de pays de la Vaunage
- Vin de pays du Vicomté-d’Aumelas, Département Hérault
- Vin de pays de la Vistrenque

### Region Midi-Pyrénées
- Vin de pays de l’Aveyron, aus dem Département Aveyron
- Vin de pays de Bigorre, aus dem Département Département Hautes-Pyrénées
- Vin de pays du Comté-Tolosan, übergeordnete Bezeichnung für Weine aus der gesamten Region. Wurde 1982 eingeführt, um der Region eine einheitliche Vermarktungsplattform zu bieten. Bisher (Stand 2002) werden aber nur ca. 40.000 hl Wein unter dieser Bezeichnung abgefüllt
- Vin de pays des Coteaux-de-Glanes
- Vin de pays des Coteaux-du-Quercy, Bereich im Süden von Cahors.
- Vin de pays des Coteaux-et-terrasses-de-Montauban, leichte Rotweine
- Vin de pays des Côtes-du-Condomois
- Vin de pays des Côtes-de-Gascogne
- Vin de pays des Côtes-de-Montestruc, entspricht dem Anbaugebiet des Armagnac im Département Gers.
- Vin de pays des Côtes-du-Tarn
- Vin de pays du Gers, aus dem Département Gers
- Vin de pays de la Haute-Garonne
- Vin de pays du Lot, aus dem Département Lot
- Vin de pays de Saint-Sardos
- Vin de pays du Tarn-et-Garonne, aus dem Département Tarn-et-Garonne

### Poitou-Charentes
- Vin de pays du Charentais
- Vin de pays des Deux-Sèvres
- Vin de pays de la Vienne

### Provence-Côte-d'Azur
- Vin de pays d’Aigues, aus dem Département Vaucluse
- Vin de pays des Alpes-de-Haute-Provence, aus dem Département Alpes-de-Haute-Provence
- Vin de pays des Alpes-Maritimes, aus dem Département Alpes-Maritimes
- Vin de pays d’Argens, aus dem Département Var
- Vin de pays des Bouches-du-Rhône, aus dem Département Bouches-du-Rhône
- Vin de pays des Coteaux-du-Verdon, aus dem Département Var
- Vin de pays des Hautes-Alpes, aus dem Département Hautes-Alpes
- Vin de pays des Maures, aus dem Département Var
- Vin de pays du Mont-Caumes, aus dem Département Var
- Vin de pays de la Petite-Crau, aus dem Département Bouches-du-Rhône
- Vin de pays de la Principauté-d’Orange, aus dem Département Vaucluse, im Umfeld der Stadt Orange
- Vin de pays des Sables-du-Golfe-du-Lion
- Vin de pays du Var, aus dem Département Var
- Vin de pays du Vaucluse, aus dem Département Vaucluse

### Rhône-Alpes
- Vin de pays d’Allobrogie, Savoie und Isère
- Vin de pays de l’Ardèche
- Vin de pays des Balmes-dauphinoises
- Vin de pays des Collines-Rhodaniennes
- Vin de pays du Comté-de-Grignan, Drôme
- Vin de pays des Coteaux-de-l’Ardèche, Ardèche
- Vin de pays des Coteaux-des-Baronnies
- Vin de pays des Coteaux-de-Grésivaudan
- Vin de pays de la Drôme
- Vin de pays d’Urfe

### Loire (Weinbaugebiet)
- Vin de pays du Jardin-de-la-France, übergeordneter Begriff für Landweine der Loire, der aus insgesamt 13 Départements stammen kann. 95 % aller Landweine der Loire werden unter dieser Bezeichnung vermarktet.
- Vin de pays de Loire-Atlantique
- Vin de pays du Maine-et-Loire
- Vin de pays des Marches-de-Bretagne
- Vin de pays de Retz
- Vin de pays de la Sarthe
- Vin de pays de la Vendée

### Rhône (Weinbaugebiet)
- Vin de pays du Comté-Rhodanien, Rhônetal